# Oxyagrion impunctatum
Oxyagrion impunctatum – gatunek ważki z rodziny łątkowatych (Coenagrionidae). Występuje na terenie Ameryki Południowej.